# 레이지 인 피스
《레이지 인 피스》(Rage in Peace)는 인도네시아 인디 스튜디오 롤링 글로리잼이 개발하고 토지 프로덕션이 발행한 사이드 스크롤 플랫폼 게임이다.
2018년 11월 8일 스팀과 닌텐도 스위치에서 플레이할 수 있으며 평화롭게 죽기 위해 다양한 덫과 장애물을 피하는 플레이어의 캐릭터를 중심으로 게임을 진행한다.

## 발전
'레이지 인 피스'는 2014년 "인디 vs 퓨디파이" 게임 잼에서 개발된 시제품으로 시작되었다. 이 게임은 퓨디파이의 채널에서 진행될 800개의 출품작 중 상위 10개를 차지하지는 못했지만(17위), 그것과 상관없이 그의 스트림에서 진행되어 다른 유튜브 채널들도 게임을 하게 되어 관심을 끌었다.
이 게임은 롤링글로리가 출시한 첫 비디오 게임 타이틀로 주로 창의적인 디지털 서비스 기업으로 운영되며 2명의 직원만이 이 게임에 풀타임으로 근무하고 있었다. 개발자들은 인터뷰에서 이 게임이 플레이어들에게 "반비례적인 방법으로 그들 자신의 사망률을 상기시키기 위한 것"이라고 말했다. 그들은 또한 이 게임이 브라질 소설가 폴로 코엘류의 이야기에서 느슨하게 영감을 받았다고 말했다. 이 게임의 사운드 트랙은 인도네시아 인디 레이블과의 협업을 통해 이루어졌다.
2018년 7월 말, [[닌텐도 스위치]에서도 '레이지 인 피스'가 출시될 것이라 발표되었다. 2018년 11월 12일, 이 게임은 스팀과 닌텐도 eShop 양쪽에서 동시 발매되었다. 정식 발매에 앞서, 게임의 데모는 itch.io, indieDB, Game Jolt 등의 플랫폼에서 이용할 수 있도록 하였다.

## 게임플레이
플레이어는 사신로부터 오늘 죽을 운명이라는 통지를 받고 출근하는 [보험계리인] 티미 말리누를 조종한다. 플레이어의 목표는 티미가 "잠옷 차림"으로 평화롭게 죽을 수 있도록 다양한 숨겨진 함정과 장애물을 피하는 것이다. 티미의 움직임은 달리기, 점프, 더블 점프 등으로 제한된다.
이 게임은 "분노 게임"으로 묘사되는데, 이 게임의 사망 횟수가 화면 왼쪽 상단 모서리에 기록되기 때문이다.